# Dirk Rühmann
Dirk Günter Hilmar Rühmann (* 16. Januar 1960 in Braunschweig) ist ein deutscher Schriftsteller von Kriminalromanen, Laienprediger und ehemaliger Bezirksbürgermeister des Stadtbezirks 213 Südstadt-Rautheim-Mascherode.

## Autorentätigkeit
1979 hatte Rühmann sein Abitur auf der Gaußschule gemacht. 1991 begann Rühmann unter dem Pseudonym Günter Hilmar erste (meist kurze) Kriminalgeschichten, die hauptsächlich in und um Braunschweig angesiedelt sind, im Selbstverlag zu veröffentlichen. Seit 1996 veröffentlicht er seine Bücher unter seinem richtigen Namen.
Hauptpersonen seiner mit viel Lokalkolorit ausgestatteten mittlerweile über 100 Krimis sind meist die Kommissare Braun und Schweiger.